# Thorax (anatomie des insectes)
 (mai 2025).
Si vous disposez d'ouvrages ou d'articles de référence ou si vous connaissez des sites web de qualité traitant du thème abordé ici, merci de compléter l'article en donnant les références utiles à sa vérifiabilité et en les liant à la section « Notes et références ».

Anatomie comparée du thorax entre l'être humain (à gauche) et un Insecte (une fourmi, à droite).

Le thorax, chez les Insectes, constitue la deuxième section du corps, située entre la tête et l'abdomen. Cette région médiane se distingue du reste du corps par sa spécialisation dans la locomotion car elle porte les appendices locomoteurs tels que les éventuelles pattes et les éventuelles ailes, permettant ainsi le déplacement terrestre, aquatique ou aérien de l'animal.
Le thorax est divisé en trois segments distincts et contigus : le prothorax, le mésothorax et le métathorax, disposés d'avant en arrière. Chez la plupart des Insectes adultes, chaque segment porte une paire de pattes ; les ailes, lorsqu'elles sont présentes, sont fixées sur les deux derniers segments, qui forment ensemble le ptérothorax.
L'anatomie des Insectes est toutefois modifiée au cours de sa métamorphose ou chez les différents taxons inférieurs à cette classe : ces appendices externes peuvent être absentes à certains stades (ex. : œuf ou stade larvaire) et certains Insectes sont aptères (dépourvus d'ailes).

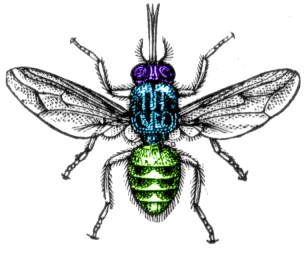
Anatomie d'une mouche tsé-tsé.
En bleu : le thorax

## Généralités et exceptions
1. Prescutum
2. Scutum
3. Scutellum
4. Propleuron
5. Mesopleuron
6. Metapleuron
7. Prosternum
8. Mesosternum
9. Metasternum

Thorax chez l'insecte :

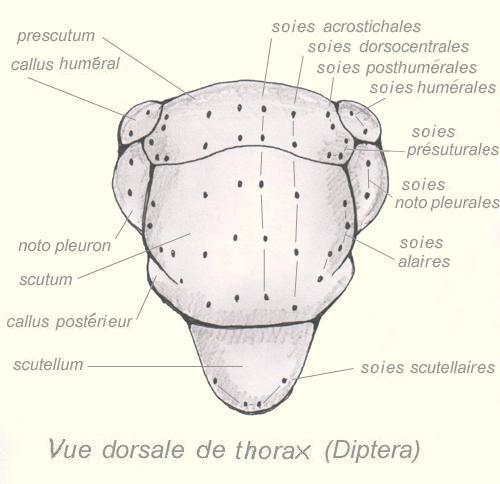
Vue dorsale d'un thorax de mouche

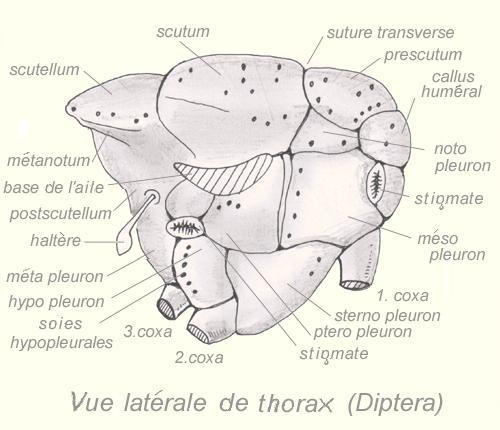
Vue latérale d'un thorax de mouche (dans ce schéma, la tête est à droite)

Le corps d'un Insecte est segmenté en trois tagmes distincts et généralement contigus qui sont disposés d'avant en arrière. Le thorax constitue le deuxième tagme du corps, situé entre la tête et l’abdomen ; il est généralement le second tagme le plus long. Comme les autres tagmes du corps, le thorax est lui-même divisé en trois métamères : le prothorax, le mésothorax et le métathorax,.
Chaque métamère thoracique est morphologiquement adapté pour accueillir une paire de pattes, qui sont insérées et articulées au corps en position ventro-latérale, grâce à un système squelettique et musculaire bien développé. En général, tous les Hexapodes (auxquels appartiennent les Insectes) possèdent trois paires de pattes, mais plusieurs larves, et même certains adultes, sont apodes.
En général, tous les Insectes au stade imaginal possèdent deux paires d'ailes, chacune insérée et articulée au corps en position dorsolatérale par le mésothorax et par le mésothorax, formant ainsi le ptérothorax,. Toutefois, certains Insectes, y compris adultes, sont dépourvus d'ailes et sont désignés comme Apterygota ou « aptères » ; d'autres n'ont qu'une « vraie » paire d'ailes, à l'instar des Coléoptères puisqu'une paire est remplacée par des élytres et d'autres ont exceptionnellement trois paires d'ailes à l'instar des Membracidae ou deux paires d'ailes et une paire d'ailettes (ou lobes paranotaux) chez Mazothairos, Dictyoneuridae et au sein de plusieurs autres groupes.

### Sclérites
Ces trois segments sont entourés de sclérites formant l'exosquelette de chaque segment : notum (ou scutum), sur la face dorsale, pleuron, sur les côtés, sternum, sur la face ventrale. Chaque segment décline ces noms : ainsi les sclérites du prothorax sont les pronotum (ou prescutum), propleuron, et prosternum, ceux du mésothorax les mésonotum (ou scutum), mésopleuron, et mésosternum, ceux du métathorax les métanotum (ou scutellum), métapleuron, et métasternum.

## Anatomie externe
Les trois segments thoraciques portent chacun une paire de pattes. Celles-ci peuvent également être nommées selon le segment auquel elles sont attachées, chacune par une excroissance de l'exosquelette du segment appelée coxa (ou parfois improprement hanche).
Le mésothorax et le métathorax peuvent porter chacun une paire d'ailes.
À la jonction des élytres chez les coléoptères, et entre les points d'insertion des ailes le scutellum, de forme triangulaire est un élément utilisé pour l'identification de nombreuses espèces.
Le thorax porte des stigmates, c’est-à-dire des ouvertures par lesquelles l'insecte respire par le biais d'un réseau de trachées.
Le thorax de l'insecte peut porter diverses excroissances (cornes, pointes, épines), comme chez les Scarabaeidae (voir dynaste Hercule) ou divers hémiptères.
Chez certaines espèces, comme chez les diptères, les soies thoraciques sont importantes pour la détermination des différentes espèces.

## Anatomie interne
Le thorax contient principalement les muscles moteurs de l'insecte, dont ceux permettant son vol.

## Génétique
Les gènes HOX sont responsables de l'organisation du corps des insectes, à noter le rôle du complexe de gènes bithorax.